# 149573 Mamorudoi
149573 Mamorudoi este un asteroid din centura principală de asteroizi.

## Descriere
149573 Mamorudoi este un asteroid din centura principală de asteroizi. A fost descoperit pe 21 decembrie 2003 la Apache Point Observatory în cadrul programului Sloan Digital Sky Survey. Asteroidul prezintă o orbită caracterizată de o semiaxă mare de 2,17 ua, o excentricitate de 0,03 și o înclinație de 3,0° în raport cu ecliptica.